# 九如路 (高雄市)
九如路（Jiouru Rd.）是高雄市的東西向主要幹道，聯絡左營區和三民區，東接國道一號及鳳山區，本道路共分為四個部份，九如一路至三路為東西向，過九如大橋後，九如四路約略呈南北向。起端始於澄清路口接鳳山區建國路三段，結束於雄峰路、中華一路圓環，全長9612公尺。其中澄清路口至民族路口之路段屬於台1線，而九如一路上的國道一號高雄交流道九如路出入口也是鳳山區和三民區往來高速公路的重要樞紐。

## 行經行政區域
（由東至西）
- 三民區
- 鼓山區

## 分段
九如路共分為四個部份；九如一、二、三路由東至西，九如四路由南至北：
- 九如一路：東起於澄清路口接鳳山區建國路三段，西於民族路口接九如二路。屬台1線。（往東行至大寮區大漢路轉接鳳屏路，轉往南邊直接接屏鵝公路和南迴公路的起點。）
- 九如二路：東於民族路口接九如一路，西於中華二路口接九如三路。
- 九如三路：東於中華二路接口九如二路，西行接九如大橋轉北向至九如四路，並止於同盟三路口。
- 九如四路：南起於翠華路口，並於華安街口接九如大橋轉東向至九如三路，北止於雄峰路、中華一路圓環。

## 命名
舊說本路為1950年代由高雄工程隊官員張浵先生命名，新考據乃由科員林金枝所命名。
「九如」為「賀詞」，出自《詩經》小雅天保篇：「天保定爾，以莫不興。如山如卓，如岡如陵、如川之方至，以莫不增；如月之恆，如日之升，如南山之壽，不騫不崩；如松柏芝茂，無不爾或承。」此詩有九個「如」字，乃祝頌之詞，代表人間吉祥。

## 歷史
九如路的雛型出現於日治時期的大高雄都市計畫，當時為高雄市區開始擴張至高雄車站北方的三塊厝及大港聚落之初，將此地區畫設棋盤狀道路網，並於1937年的高雄市街計畫圖，以及1938年繪製的高雄市市區擴張計畫圖、高雄都市計畫圖、高雄都市計劃地域圖中，繪出現今民族路與中華路之間（今九如二路）的計畫路線。然而，這條計畫路線直至1960年才因為要紓解民族路、建國路與中山路之間的交通流量而開始修築，在1966年的高雄市街圖中，九如路僅完成吉林街至安東街之間的路段，在此計畫圖中，民族路至博愛路之間為九如一路，博愛路至中華路之間為九如二路，並首次出現中華路以西的計畫路廊，包括九如三路與西康路（今九如四路）；在1975年的高雄市街圖中，上述路廊除九如陸橋及今九如四路（當時仍名為西康路）建榮路口以北的路段尚未通車外，其他路段均已通車，可往來民族路與同盟路之間；1980年的高雄市行政區域圖，民族路和澄清路之間的東段也修築完成，自此九如路可由鳳山一路通至內惟，而此新通車的路段也編為台1線，被取代的建國路則改編為台1乙線，現改為台1戊線，另外，當時大順陸橋至博愛路之間為九如一路，大順路橋以東至澄清路之間名為大順路，而西康路改為九如四路；1982年的高雄市街圖，九如陸橋及內惟地區的路段完成，包括中華圓環，至此九如路路廊全數完工，可由鳳山一路通至左營，而大順路橋以東至澄清路之間仍名為大順路；1985年經建版地形圖第一版，隨著大順路在寶珠溝及灣仔內的路段通車，大順路橋以東至澄清路之間的路段改為九如一路；1987年高雄市行政區域圖，九如一路與二路的分段點由博愛路移至民族路，自此九如路的路名與路廊與現今相同。
2019年10月23日起，九如二路（民族一路至中華二路）進行高雄市亮點計畫工程，將改善道路鋪面維護、人行道拓寬及更新、植栽綠化及供給管線整合，於2021年2月完工。

## 沿線設施
（九如一、二、三路由東至西，九如四路由南至北。）
- 九如一路
  - 陽信商業銀行高雄分行（192號）
  - 和欣客運九如交流道站(214巷3號)
  - 中山高速公路367A 高雄九如路出入口（僅設南出北入）
  - 高雄市三民區光武國小 （页面存档备份，存于）(門牌設於光武路35號)
  - 高雄市立民族國中(門牌設於覺民路363號)（页面存档备份，存于）
  - 大順路
  -  環狀輕軌科工館站
  - 高雄市政府社會局婦女館(777號)
  - 國立科學工藝博物館北館(720號)
  - 國立科學工藝博物館南館(797號)
  - 民族社區
  - 民族社區郵局(952號)
  - 民族社區老人活動中心(899號)
  - 民族一路、民族陸橋
- 九如二路
  - 民族一路、民族陸橋
  - 中華民國工業安全衛生協會附設高雄職業訓練中心(7號)
  -  台鐵 /  紅線 高雄車站（建國二路318號）
  - 鳳鳴電台(492號)
  - 九如二路郵局(661號)

- - 中華二路
- 九如三路
  - 中華二路
  - 九如新村
  - 九如大橋（1976年竣工[11]，於2023年11月26日拆除，新建橋梁工程預計2026年完工[12]）
- 九如四路
  - 高雄鐵路綠園道
  - 民強郵局(636號)
  - 國泰市場(725巷5號)
  - 高雄市鼓山區九如國小(763號)
  - 內惟郵局(1012號)
  - 內惟市場(1460巷45號)
  - 內惟夜市(1488號)
  - 大榮高中(門牌設於大榮街1號)
  - 高雄市北鼓山老人活動中心(1988號)
  - 前鋒社區
  - 前鋒公園
  - 鼓峰公園
  - 前峰郵局(2088號)

## 公車資訊
- 九如一路
  - 港都客運
    - 53 建軍站（捷運衛武營站）－高雄高工－高醫－高雄中學－高雄車站（中山路）
    - 73 建軍站（捷運衛武營站）－左營區公所

  - 高雄客運
    - 60 駁二藝術特區－捷運鹽埕埔站－高雄車站－科工館－高雄長庚醫院－夢裡活動中心(鳥松)

  - 皇冠大車隊
    - 紅28 客家文物館－工博館－汾陽路口（部分班次延駛至察哈爾街口）
- 九如二路
  - 漢程客運
    - 33 金獅湖站－捷運鹽埕埔站（大仁路）

  - 港都客運
    - 73 建軍站（捷運衛武營站）－左營區公所

  - 皇冠大車隊
    - 紅25 先勝路口－高雄車站（中山路）
    - 紅28 客家文物館－工博館－汾陽路口（部分班次延駛至察哈爾街口）
- 九如三路
  - 港都客運
    - 218 內惟幹線 加昌站－高雄車站（建國路）
- 九如四路
  - 港都客運
    - 38 左營南站－榮民總醫院
    - 73 建軍站（捷運衛武營站）－左營區公所
    - 218 內惟幹線 加昌站－高雄車站（建國路）

  - 南台灣客運
    - 紅33 明誠幹線 先勝路口－臺鐵鳳山站
    - 紅36 裕誠幹線 先勝路口－捷運巨蛋站－文藻外語大學

## 公共自行車
- 高雄市公共自行車租賃系統：
  - 正義公園：正義路/九如一路東南側
  - 光武國小：九如一路291號(對面人行道)
  - 九如一臥龍路口：九如一路/臥龍路(東南側)
  - 大順九如路口：大順二路/九如一路口西側
  - 科工館：九如一路/九如一路611巷西北側
  - 平等九如一路口：平等路/九如一路(東南側)
  - 民族社區老人活動中心：九如一路/堯山街口(南側)
  - 民族九如路口：民族一路/九如二路口西南側
  - 九如二青島街口：九如二路/青島街(東南側)
  - 博愛九如二路(東北側)：博愛一路/九如二路(東北側)
  - 博愛九如二路口：博愛一路/九如二路(西北側)
  - 九如嫩江街口：九如二路501號
  - 九如自立一路口：九如二路/自立一路(西南側)
  - 九如中華二路口：九如二路/中華二路(東南側)
  - 中華九如三路口：中華二路/九如三路口(西北側)
  - 中庸公園：九如三路/中峰街(西北側)
  - 中都聯合里民中心：同盟三路/九如三路(東南側)
  - 翠華九如四路口：翠華路/九如四路(東南側)
  - 青海九如路口(東北側)：青海路/九如四路口(東北側)
  - 大榮高中：九如四路/迪化街口(東北側)
  - 內惟公園(九如四路側)：九如四路1402號(對側公園人行道)
  - 前峰兒童遊戲場：九如四路/銘傳路(東北側人行道)
  - 雄峰公園：九如四路/九如四路1991巷口(西側人行道)
  - 中華郵政前峰郵局：九如四路2008號北側